# Gouinia gracilis
Gouinia gracilis là một loài thực vật có hoa trong họ Hòa thảo. Loài này được Ekman mô tả khoa học đầu tiên năm 1935.